# Xinjiezi (köpinghuvudort i Kina, Shaanxi, lat 33,16, long 106,83)
Xinjiezi är en köpinghuvudort i Kina. Den ligger i provinsen Shaanxi, i den nordvästra delen av landet, omkring 230 kilometer sydväst om provinshuvudstaden Xi'an. Antalet invånare är 21 531. Befolkningen består av 10 826 kvinnor och 10 705 män. Barn under 15 år utgör 13,0 %, vuxna 15-64 år 75 %, och äldre över 65 år 10,0 %.
Runt Xinjiezi är det ganska tätbefolkat, med 166 invånare per kvadratkilometer. Närmaste större samhälle är Dingjunshan, 15,6 km väster om Xinjiezi. Trakten runt Xinjiezi består till största delen av jordbruksmark.
Genomsnittlig årsnederbörd är 1 000 millimeter. Den regnigaste månaden är juli, med i genomsnitt 211 mm nederbörd, och den torraste är december, med 2 mm nederbörd.